# Mioscarta incerta
Mioscarta incerta är en insektsart som beskrevs av Schmidt 1927. Mioscarta incerta ingår i släktet Mioscarta och familjen spottstritar. Inga underarter finns listade i Catalogue of Life.